# Madame Masque
Whitney Frost (née Giulietta Nefaria), alias Madame Masque est une super-vilaine évoluant dans l'univers Marvel de la maison d'édition Marvel Comics.
Créé par le scénariste Stan Lee et le dessinateur Gene Colan, le personnage de fiction apparaît pour la première fois, en tant que Whitney Frost, dans le comic book Tales of Suspense #98 en février 1968.
Elle apparaît ensuite comme Madame Masque dans Iron Man #17 en septembre 1969.

## Biographie du personnage

### Origines
Madame Masque naît sous le nom de Giulietta Nefaria. Elle est la fille du criminel de génie le Comte Nefaria. Son père, voulant que sa fille ait une vie respectable, la fait adopter par Byron Frost, un financier et un employé de Nefaria qui la renomme légalement Whitney Frost.
Jeune adulte, elle se lance dans la politique et devient une personnalité mondaine. À la mort de ses parents adoptifs, le Comte Nefaria la rencontre et lui révèle ses origines véritables. Souhaitant la placer à ses côtés, il lui enseigne la stratégie, le combat et lui fait découvrir le monde de la Maggia, qu'elle dirige bientôt sur la Côte Est des Etats-Unis. Son amant de l'époque, le politicien Roger Vane, la quitte à cause de ses relations.

### Parcours
Rapidement, Whitney se retrouve en conflit avec Iron Man, après avoir attaqué la compagnie Stark Enterprises. Elle s'échappe en avion, mais celui-ci s'écrase. Elle est défigurée et son sauveur, Mordecai Midas, lui offre un masque en or pour cacher ses cicatrices.
C'est à ce moment qu'elle adopte le surnom de Madame Masque. C'est aussi le début d'un long conflit contre Iron Man, entre haine et amour. Elle devient secrètement la secrétaire de Tony Stark (Iron Man), sous l'identité de Krissy Longfellow et commence une relation avec le playboy. Mais celle-ci s’achève quand le Comte Nefaria, alors mourant, vient chambouler leur vie.
Elle reprend finalement la direction de la Maggia et fait construire des robots ayant l'apparence de traîtres connus (Guy Fawkes, Brutus…). Un double robotique d'elle-même (nommé Masque) rejoignit aussi les Vengeurs.
Quand Mach-II des Thunderbolts lui offre une place dans l'équipe, elle refuse. Elle disparaît ensuite de la circulation pendant quelque temps.
On la revoit alliée au groupe criminel dirigé par Hood. Devenue sa maîtresse, elle prend rapidement la place de son bras droit.

### Secret Invasion
Dans Secret Invasion, au cours d'un combat contre les Nouveaux Vengeurs, Madame Masque est vaincue par le Docteur Strange puis arrêtée par le SHIELD. Toutefois, les agents du SHIELD étaient en réalité des Skrulls, infiltrés sur Terre pour lancer une invasion. Elle est libérée par The Hood qui torture les espions à mort et qui découvre les autres infiltrés dans son groupe, comme Slug. Masque aide les super-héros à repousser l'invasion.

### Dark Reign
Sous la direction de Norman Osborn, le Syndicat de The Hood attaque les Vengeurs. Prise de remords, elle tente discrètement d'aider les héros.
Dans la foulée, le directeur psychotique du HAMMER lui demande de retrouver le fugitif Tony Stark. Elle retrouve sa trace en Russie et torture sa secrétaire, qui aide son patron à fuir en Afghanistan. Elle est vaincue par Pepper Potts qui prend son identité et en profite pour libérer Tony Stark avec l'aide de la Veuve noire.
Quelque temps plus tard, elle engage le Fantôme pour tuer Iron Man, mais le membre des Thunderbolts échoue.

### Siège
Durant l'assaut du HAMMER contre Asgard en Oklahoma, Madame Masque fait partie de l'escouade du Syndicat. Quand la bataille tourne en faveur des héros, elle s'échappe avec The Hood. Mais leur fuite est de courte durée et le couple est arrêté par les Vengeurs.

## Pouvoirs, capacités et équipement
Madame Masque ne possède aucun super-pouvoir. Elle dispose toutefois d'un physique très athlétique, est formée au combat au corps à corps, experte en arts martiaux et au tir par armes à feu. C'est aussi une artiste du déguisement et du mensonge.
En dépit de son instabilité mentale et émotionnelle, c'est une chef compétente, une organisatrice criminelle hors pair et une stratège émérite, particulièrement au fait des technologies les plus avancées.
- Au combat, Madame Masque utilise une combinaison de protection souple, parfaitement adaptée à son corps, et porte en toute circonstances un masque doré (pour dissimuler les cicatrices de son visage), assez solide pour dévier les balles. Elle est aussi toujours armée d'une arme de poing et de capsules soporifiques[1]. Elle utilise généralement un revolver de calibre .475 Magnum (en), mais aussi des armes plus spécialisées comme des pistolets à capsules de gaz soporifique ou des revolvers à énergie[1].
- Son esprit est protégé artificiellement contre les différentes formes de télépathie et de contrôle mental[1].

Du fait des ressources de la Maggia en général, et de la famille Nefaria en particulier, Madame Masque dispose d'un vaste arsenal para-militaire et d'un équipement avancé, notamment des versions modifiées de robots Dreadnoughts (en) dont les plans ont été volés à l'HYDRA.
Son ancienne base secrète au Nevada disposait d'une « garde personnelle » composée de robots combattants, notamment Benedict, Brutus, Fawkes, Monmouth et Quisling ; Madame Masque disposait également au début de sa carrière d'une base sous-marine, qu'elle utilisait comme quartier général.

## Apparitions dans d'autres médias
Sauf indication contraire, les informations mentionnées dans cette section peuvent être confirmées par la base de données cinématographiques IMDb,  présente dans la section « Liens externes ».

### Télévision
- 1994 : Iron Man
- 2008 : Iron Man : Armored Adventures

Madame Masque est incarné par Whitney Stane, la fille d'Obadiah Stane et amie de Tony Stark. Son masque est une invention de Howard Stark qui lui permet de prendre l'apparence de n'importe qui. Elle se sert de ce masque pour se débarrasser de tout ce qui "occupe" son père, Iron Man compris, afin que ce dernier puisse passer plus de temps avec elle. Après que Tony ait découvert son identité, il la laisse partir en lui faisant promettre de ne pas recommencer.
Elle remettra le masque pour se faire passer pour Tony afin d'attirer le Fantôme, un assassin qui a été engagé pour tuer le jeune Stark, elle soupçonne son père d'être celui qui l'a engagé. Elle finit par lui payer 10 millions de dollars pour qu'il laisse Tony tranquille.
Cependant le masque étant une invention inachevée, les radiations émises par celui-ci, affecte la santé de Whitney et la fait halluciner. Elle décidera de tuer son père afin de protéger Tony. À la suite d'un combat acharné contre Blizzard, Tony révèlera son identité à Whitney pour la calmer, celle-ci finit par tomber dans un coma. Elle est finalement guéri grâce à un remède et a tout oublié jusqu'à son entrée au lycée, et donc son identité de Madame Masque ainsi que celle de Tony.
- 2015 : Avengers Rassemblement

Interprétée par Wynn Everett dans l'univers cinématographique Marvel
- 2015 : Agent Carter saison 2 (série télévisée) – Whitney Frost est introduite dans la série comme étant une actrice de cinéma mariée au sénateur candidat Calvin Chadwick, lequel fait partie d'un groupe d'hommes d'affaires et de politiciens, le Conseil des Neuf, qui cherche à exploiter une substance extradimensionnelle appelée « Matière Zéro ». Elle fut affectée par la matière zéro et tente à tout prix d'accéder à la brèche provenant de celle-ci, prenant au passage la tête du Conseil des Neuf, mais ses actions sont stoppées par Peggy Carter. Les créateurs de la série ont annoncé que cette version du personnage de Frost s'inspire notamment de l'actrice et scientifique Hedy Lamarr[5].